# Arvika Vagnfabrik
Arvika Vagnfabrik var en svensk tillverkare av busskarosser. Företaget grundades 1892 av Erland Pettersson på en inköpt tomt i hörnet av Fabriksgatan och Nygatan, där det tidigare låg en smedja. Fabriken tillverkade till en början häståkdon, arbetsvagnar och slädar. 
Fabriken brann ned 1912, men byggdes upp igen. Erland Pettersson sålde företaget 1918. Omkring 1920 inleddes tillverkning av karosser till bussar. 
Tillverkningen lades ned 1932.